# 七宝焼

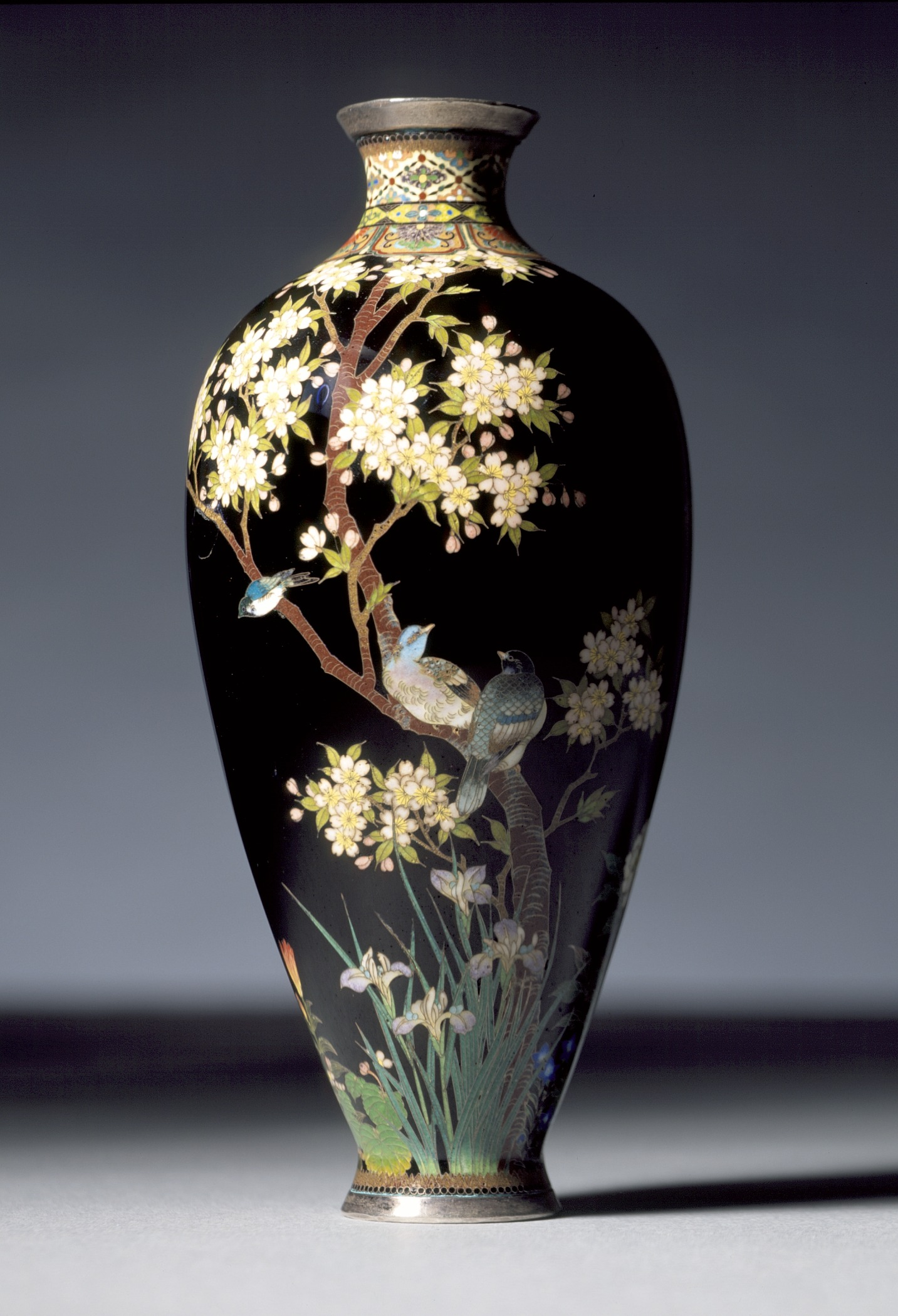
並河靖之 花鳥文花瓶／明治時代／ロサンゼルス・カウンティ美術館所蔵

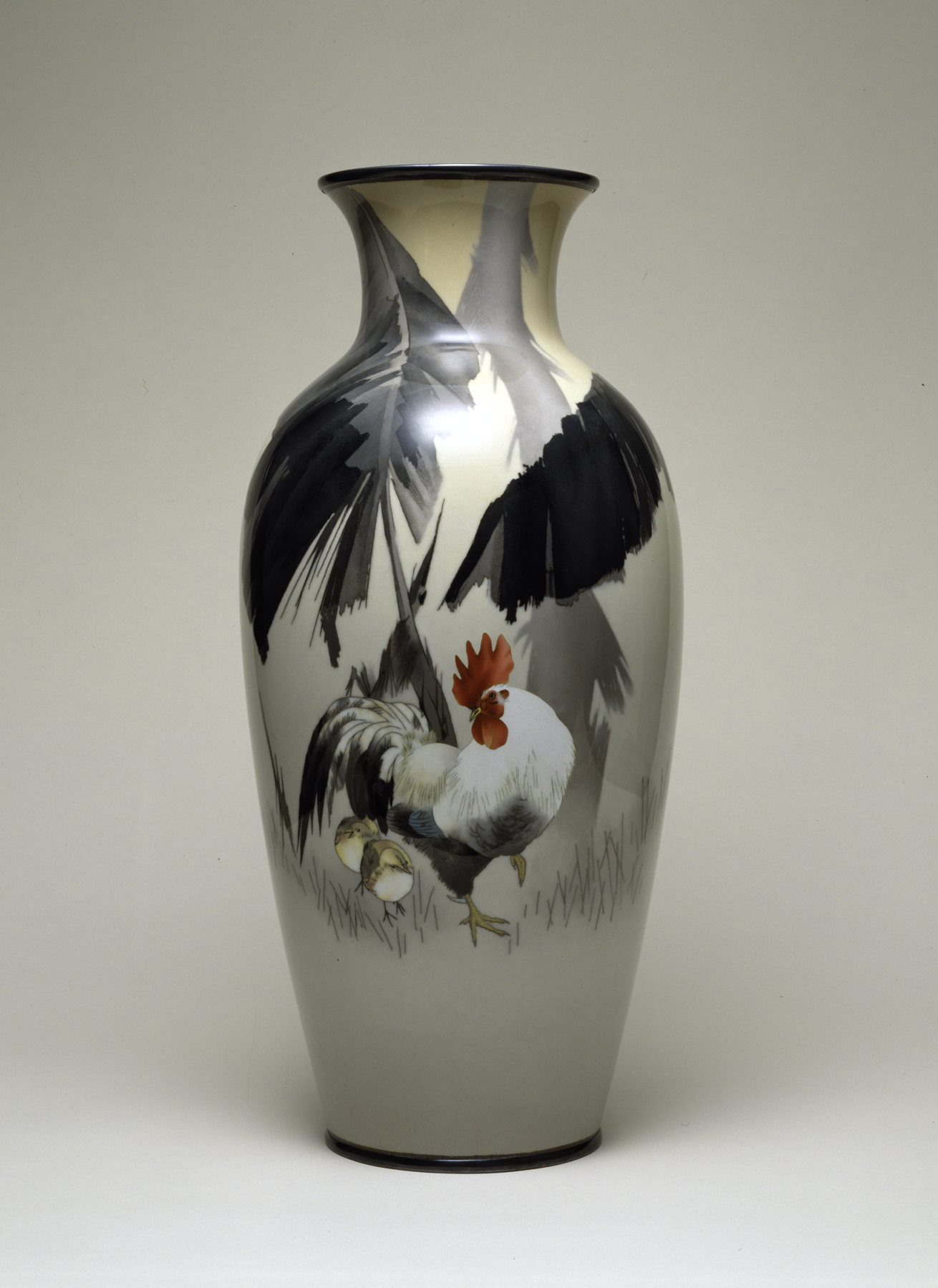
濤川惣助／明治時代／ウォルターズ美術館所蔵

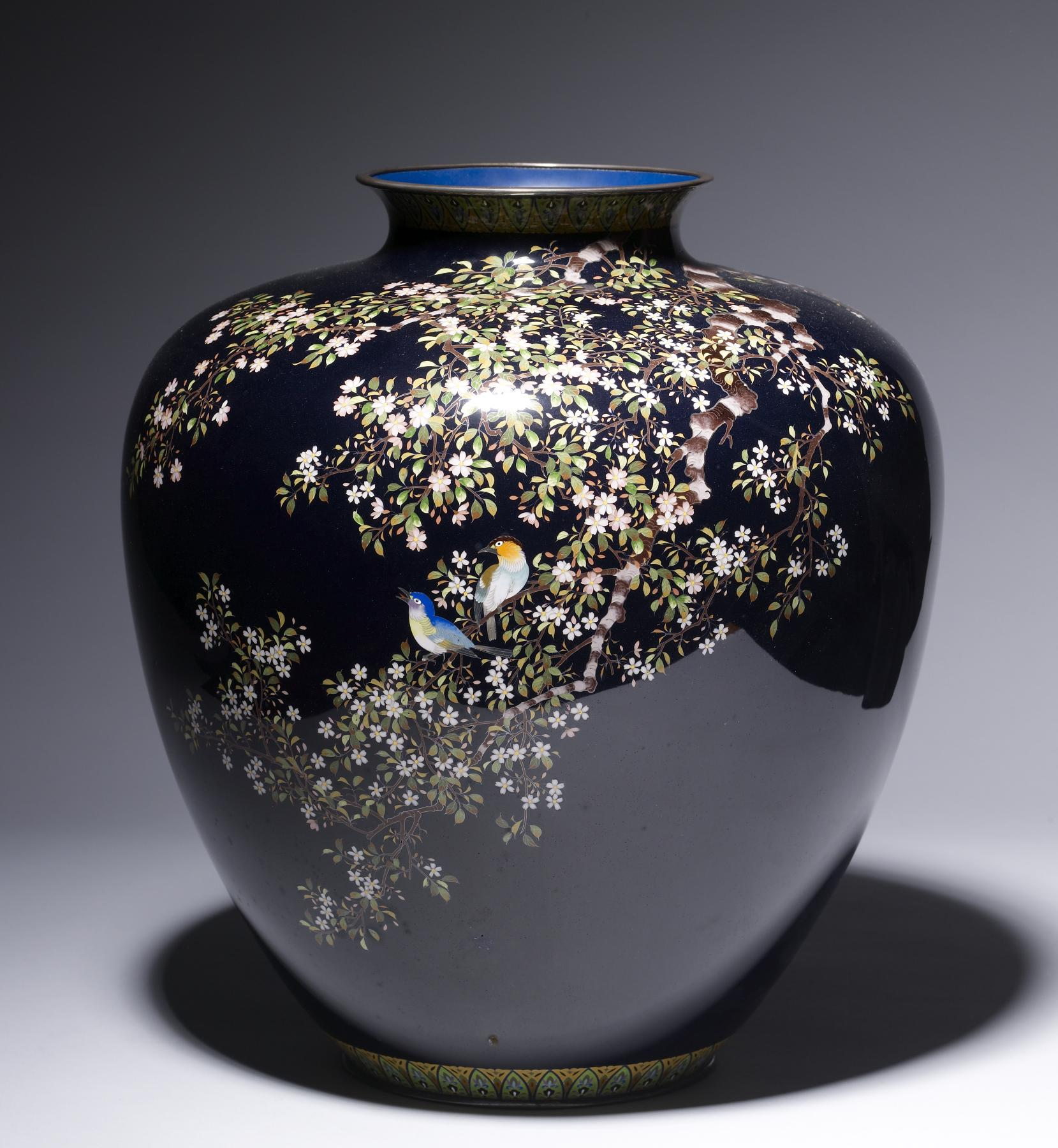
安藤重兵衛率いる安藤七宝による作品／明治時代1910年頃

七宝焼（しっぽうやき、英語: enamel）とは、金属とガラスの合体工芸の一種で、その伝統工芸技法および作品のことを指す。金属を素地にした焼物ともいえる。七宝焼の中でも、正式に経済産業大臣による指定を受けた伝統的工芸品に「尾張七宝」がある。「七宝焼き」とは称さず、「七宝焼」が正しい表記。（海外の類例および技法については「七宝」を参照）

## 概要
金・銀・銅・青銅・鉄などの金属素地に、釉薬を800℃前後の高温で焼成することによって、融けた釉薬によるガラス様あるいはエナメル様の美しい彩色を施す。七宝焼の釉薬は二酸化珪素を主成分とする鉱物資源から作成されたフリットを砂状、粉末状にしたものを使用することが多い。砂状、微粉末にした釉薬は、水と糊（フノリなど）を合わせて、または、ペースト状にしたものを使うことが多い。
明治時代の一時期に爆発的に技術が発展し、欧米に盛んに輸出された。特に京都の並河靖之、東京の濤川惣助、尾張の七宝師の作品が非常に高い評価を得て高額で取引されたが、社会情勢の変化により、急速にその技術は失われた。

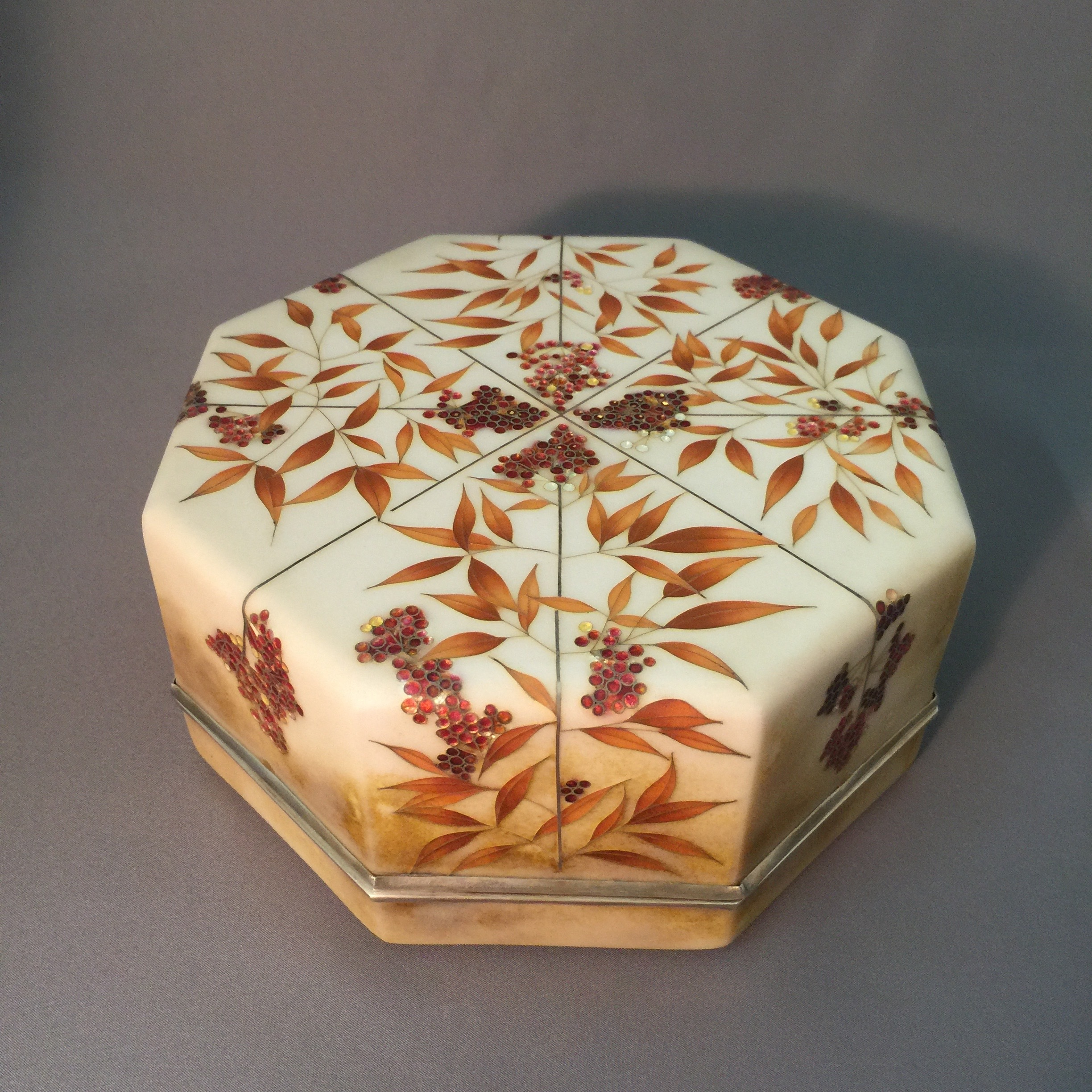
田村丈雅 田村七宝工芸／八角南天文様七宝飾り箱

## 日本の七宝

### 近世七宝
この頃は七宝焼という呼び名はまだ登場しておらず、「七寶瑠璃（しっぽうるり）」が七宝焼を意味する記録上の最初の言葉だったと考えられている。
豊臣政権下にあった安土桃山時代後期以降の頃に、伊予松山城下あるいはその界隈（現在の愛媛県松山市の中核）の金工師・嘉長が、豊臣秀吉あるいは小堀遠州に見出されて入洛したという。横井時冬の調べによれば、嘉長は鋳物を釉薬で着色する『七宝流しの法』を心得ており、京都の堀川油小路に住んでいたようである（詳しくは嘉長を参照）。その後、江戸時代初期にかけて、曼殊院・大徳寺・桂離宮・修学院離宮、などの襖の引手や釘隠が製作されていく。さらに、現在国宝となっている龍光院の茶室や、西本願寺の黒書院のような比較的内向きな空間に七宝の飾金具が使われており、特に遠州が手掛けた茶室や桂離宮の飾り金具は、嘉長やその一派の作と伝えられている（詳しくは京七宝を参照）。
天正19年には京都の金工・平田道仁（平田彦四郎道仁、平田家初代当主、1591年 - 1646年）が世に出、徳川家の大御所・家康の覚えめでたくして、慶長16年（1611年）に幕府御抱十人扶持となる。駿府、江戸へと移り、大正時代まで11代続く平田七宝の祖となった。道仁は、近代七宝に先駆けて透明性のある七宝焼の技術を持っており、その作品は「花雲文七宝鐔（はなぐももん しっぽうつば）」に代表される。道仁の技を継承する平田家の七宝師は幕府の御用職人（幕府御抱の職人）となり、江戸で平田七宝として刀剣などの装飾を行った。平田七宝は1895年（明治28年）に賞勲局の御用達職人として勲章の製作に従事した11代目当主・平田就之（ - なりひさ。3代目と同名＝2代目就久）まで、一部の弟子を除き概ね一子相伝で続いた（詳しくは、平田道仁を参照）。
江戸時代初期には、初代彦四郎・道仁と同じ頃に九州にも同じ平田を名乗る金工がおり、七宝流鍔等を制作している。これは細川三斎に従い豊前（のちに肥後）に移った松本因幡守の子、平田彦三（寛永十二年）である。また、『米光文書』の中の平田系図の肩注に「白金細工鍔七宝流」という記載があることから、その子、少三郎も七宝焼に関わったようである（詳しくは平戸七宝を参照）。また、この頃に建設された東照宮の七宝金具について、駿府へ移った道仁の関与を指摘する説もあるが、その作風の違いなどから「東照宮御造営帳」に記されている鍛冶師、越前、三太夫、孫十郎の輩下の職人らが手掛けたとも考えられている。この「東照宮御造営帳」の中では、当該金具について「びいどろざ」と記している。

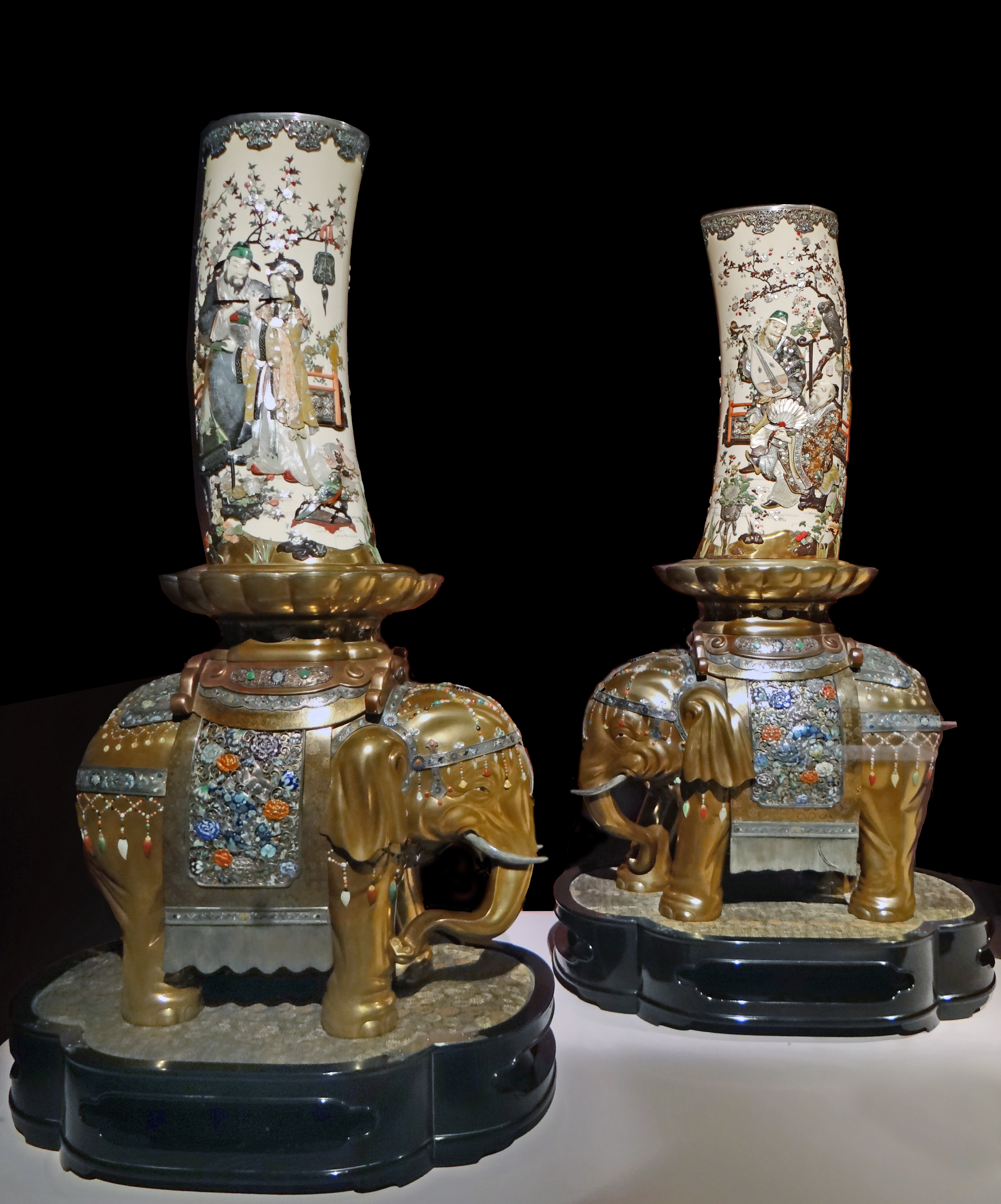
平塚茂兵衛の作（下部の黄金象の彩色を担当）

江戸時代中期に入ると、基準作となるような例は乏しくなるが、角屋の「緞子の間」、「青貝の間」などの装飾は今日も見ることができる。また、記録に残るものとしては、京都で高槻七宝が7代続き、同じく京都の吉田屋がその後明治まで鋳物（金工）の七宝を手掛けている。この頃も金工の一環では、上述の「七宝瑠璃」や、「七宝流し」、「ビードロ座」などの呼び名が使われていたが、錦雲軒の尾崎久兵衛や、六代錦光山宗兵衛(1822-1884)、といった伝統ある陶工をはじめ、様々な領域から業者が登場する中で、古来から用例が見られるように、単に七宝、あるいは（七宝には様々な意味があるため）七宝焼という言葉が広まったと思われる。また、加賀七宝や近江七宝など京都・江戸以外でも独自の七宝焼が製作された。たとえば、加賀藩5代藩主・前田綱紀が、元禄15年（1702年）に将軍徳川綱吉を迎えるに当たり建立した御成御殿にて使用された釘隠し（七宝花籠釘隠など）や、文久3年（1863年）に13代藩主・前田斉泰が建てた成巽閣の謁見の間にも象嵌七宝の釘隠しがみられる（詳しくは加賀七宝を参照）。
江戸末期には、天保7年に、東京の2代平塚茂兵衛・敬之が世に出、明治10年（1877年）に第一回内国勧業博覧会にて龍紋賞牌を受賞した。平塚は、当時まだ珍しかった透明釉を用いたことから透明七宝工とも称された。その作は「七宝流し」あるいは「平戸七宝」と伝えられており、それぞれ第二回、第三回内国博の目録にその記載が見られる。さらに、第一回内国博の目録には、平塚に製造を依頼した作を「七宝焼」として出品するものや、平塚自身が「七宝象嵌」として出品した記録もあり、作品の出品者や時期などにより様々に形容されていた（詳しくは平戸七宝を参照）。

### 近代七宝
幕末前夜の天保年間（1830年 - 1844年）の頃には、尾張藩士の梶常吉（1803年-1883年）が活躍し、七宝焼と呼ばれる。梶はオランダ船が運んできた皿がすべて七宝焼であったことに興味を持ち、これを買い上げて研究した。尾張七宝を創始、近代七宝の祖と称される。その後、梶の弟子の塚本貝助（1828-1897年）や、無線七宝を考案して日本画の画面を七宝焼で再現した東京の濤川惣助（1847年 - 1910年）、有線七宝で日本画の筆致を生かす繊細な七宝焼を製作した京都の並河靖之（1845 - 1927年）などが、ドイツ人学者ゴットフリード・ワグネル（1830年 - 1892年）の協力で開発した透明釉薬の技術を用い、七宝焼の技術は飛躍的に発展した。そして、名古屋の安藤七宝の創始者である安藤重兵衛（1876年 - 1953年）や京都の錦雲軒稲葉の創始者である初代稲葉七穂（1851年 - 1931年）らによって盛況を呈した。
欧米で高い評価を受けた工芸品を外貨獲得の重要品とみなした明治政府は職人を支援し、万国博覧会などを通じて欧米へ盛んに輸出し、ジャポニスムブームの一翼を担った。職人も競って技を磨いたことから日本の七宝技術は劇的進化を遂げ、短期間で世界の最高峰となり、1880年から1910年の明治日本の30年は七宝界の黄金期と呼ばれている。その後、2度にわたる世界大戦の勃発ののち、需要が無くなり、この輸出産業は衰退していった。

愛知県の産地では第二次世界大戦後も、連合国軍最高司令官総司令部中央購買本部が大量買い付けを行い、一時的な好況がもたらされた。そして、1949年春頃には購買のピークを迎え六寸花瓶換算で9000本以上の生産高を記録したが、朝鮮戦争が勃発すると注文は激減、原材料も高騰したため名古屋市や七宝村の業者の転廃業が相次いだ。
それでも日本国内では、昭和期に入ってから企業の記章を始めとする様々なバッジが七宝焼で盛んに作られた。特に、東京の石井楳吉・惣之助の親子によって平面専用のメタル（メダル）七宝釉が開発されると、短時間の低温焼成で延展性および発色も優れるという量産に有利な特徴を有していたため、空前の勢いで普及し、東京・名古屋・大阪などを中心に七宝焼のバッジを製造販売する業者が増えていった。野球が国民的娯楽の中心であった時代、子供達の憧れの的であったプロ野球チームのグッズ（記章やバックル）の多くは七宝焼で作られていた。学校の校章も多くは七宝焼で作られ、昭和40年代（1965-1974年間）の最盛期には東京では250人もの職人がいた。その後、合成樹脂製品（cold enamel）が普及してくるとこれに取って代わられ、七宝焼のバッジやメダルは大幅に需要を失った。
こうした輸出産業（尾張七宝に代表される立体）やメタル七宝（平面向け技術革新）とは別の流れとして、日本の七宝製作の大衆化を実現し多くの七宝作家を生み出した七宝焼ブームの実質的な先駆者として、近代工芸の革新を志した愛知の工芸家、藤井達吉（1881年 - 1964年）の存在が指摘されている。藤井は、名古屋の七宝店に就職し、米国の「ルイス・クラーク100周年記念万国博覧会」で七宝焼作品を出陳した。その後、バーナード・リーチらとフュウザン会を創立。七宝焼だけでなく、和紙、日本画、陶芸、金工、竹工、漆工、刺繍、染色、書、和歌など工芸のあらゆる分野で活躍し、伝統に捕われない斬新なデザインでも注目された。

## 七宝焼にまつわる施設
- 清水三年坂美術館 - 日本の京都府京都市東山区清水に所在。2000年（平成12年）開館。海外に流出した明治時代の七宝作品を含む江戸時代・明治時代の工芸品を積極的に買い戻している日本の美術館。多数の作品が日本国内に里帰りしたため明治工芸の研究が大きく進んだ。
- あま市七宝焼アートヴィレッジ - 日本の愛知県あま市七宝町遠島に所在。2004年（平成16年）開館。七宝という地名は江戸末期より七宝焼による工芸品の製造が盛んであったことにちなんでつけられた。
- 並河靖之七宝記念館 - 京都府京都市東山区にある博物館。明治期から大正期に活動した並河靖之の作品を保管・研究・公開するとともに、工房や庭園を保存。並河の作を多数所持しており館内で展示公開している。
- ヴィクトリア&アルバート博物館 - 各国の古美術、工芸、デザインなどを所蔵するイギリスの国立博物館。

## 七宝焼コレクション

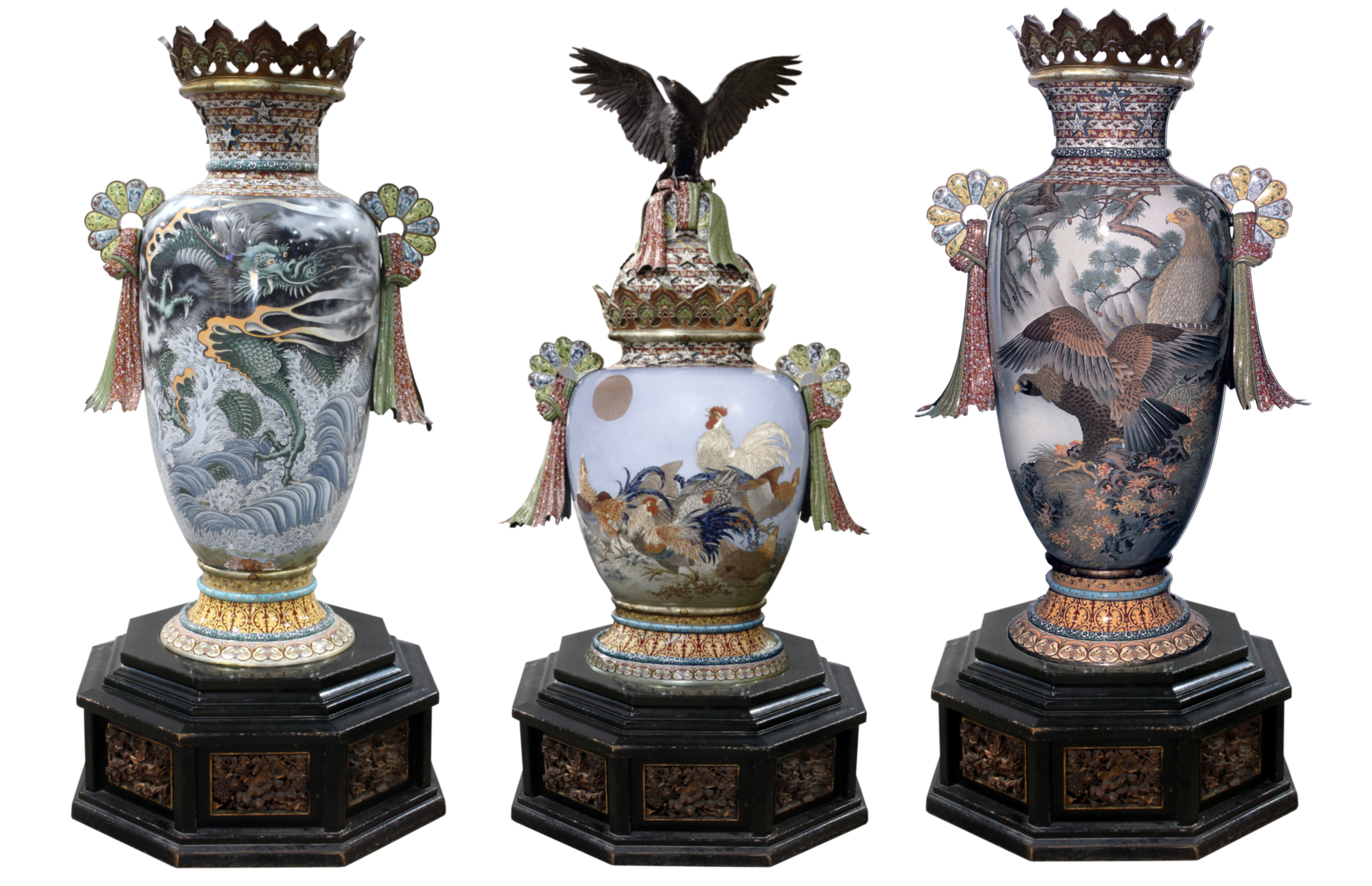
1893年のシカゴ万国博覧会に出展するために作られた3点から成る当時世界史上最大の七宝焼。現在はハリリコレクションのうちの1つのハリリ インペリアル ガーニチャーとしてナセル・ハリリが所蔵する。

日本の七宝の頂点とされる明治時代の作品は輸出用に作られたため、名品のコレクションはほとんど海外にある。
- ハリリ・コレクション - イラン出身の美術収集家ナセル・ハリリ（英語版）は、明治工芸の世界最大級のコレクションを所有し、その1,000点を超える収集品のうち約250点を並河靖之、安藤重兵衛、粂野締太郎、林小伝治などの七宝が占める。
- 宋培安コレクション - 台湾の中医学薬剤師・宋培安も数千の明治工芸を所有し、2016年に日本で巡回展を開催[14]。七宝では、濤川惣助、林小伝治、並河靖之、安藤重兵衛、川出柴太郎（英語版）、林谷五郎、太田甚之栄、稲葉七穂らの作品が展示された。
- ヴィクトリア&アルバート博物館 - 1875年から博物館が自ら買い集めたものと実業家エドウィン・デイヴィス（英語版）から寄贈されたものの七宝コレクションを持つ。

## 七宝焼ギャラリー

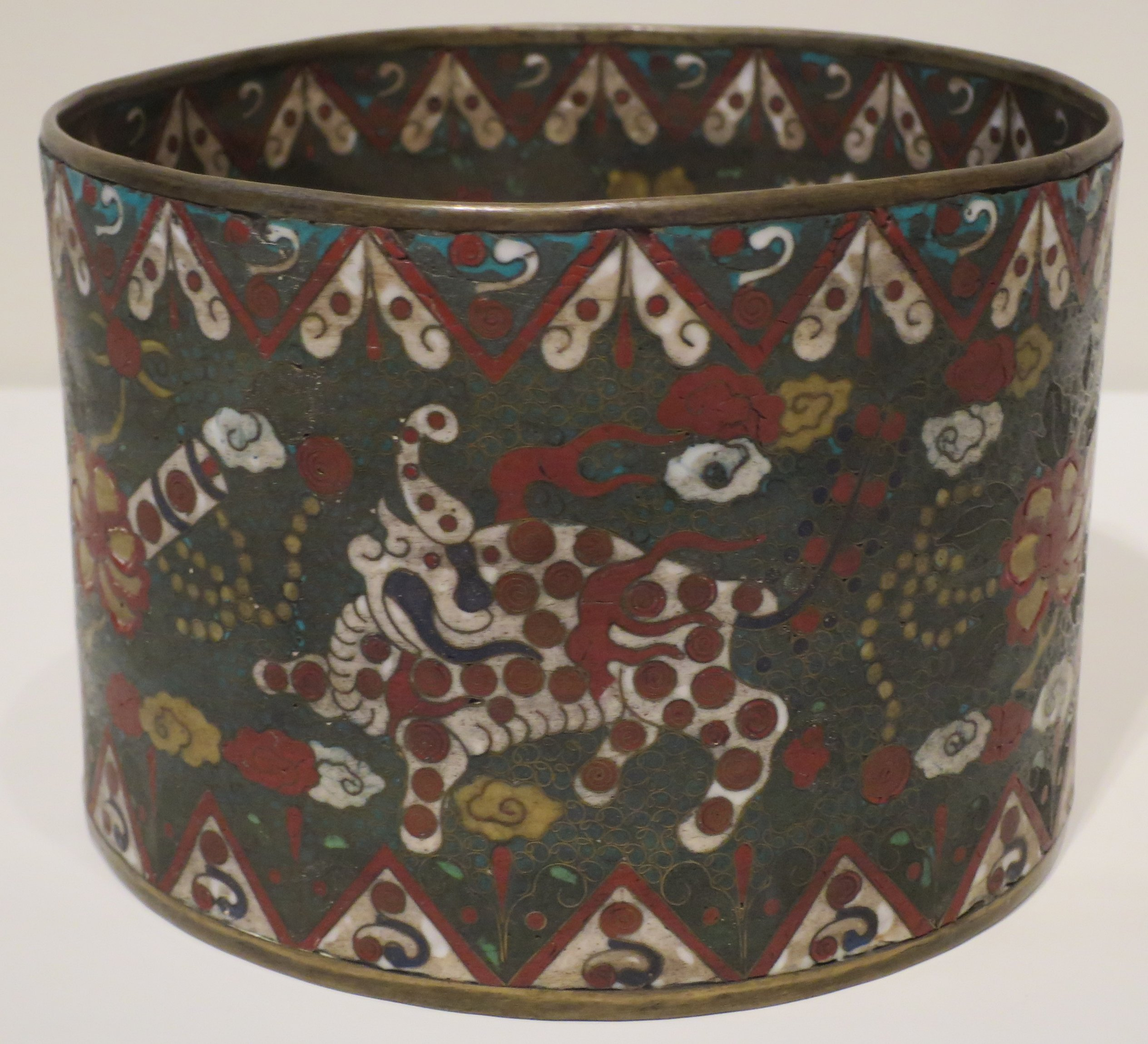
江戸時代の尾張七宝（推定）。梶常吉の菩提寺である名古屋市の正明寺には、梶が初めに完成させたと伝えられる類似の泥七宝の香炉が保存されている[5]。
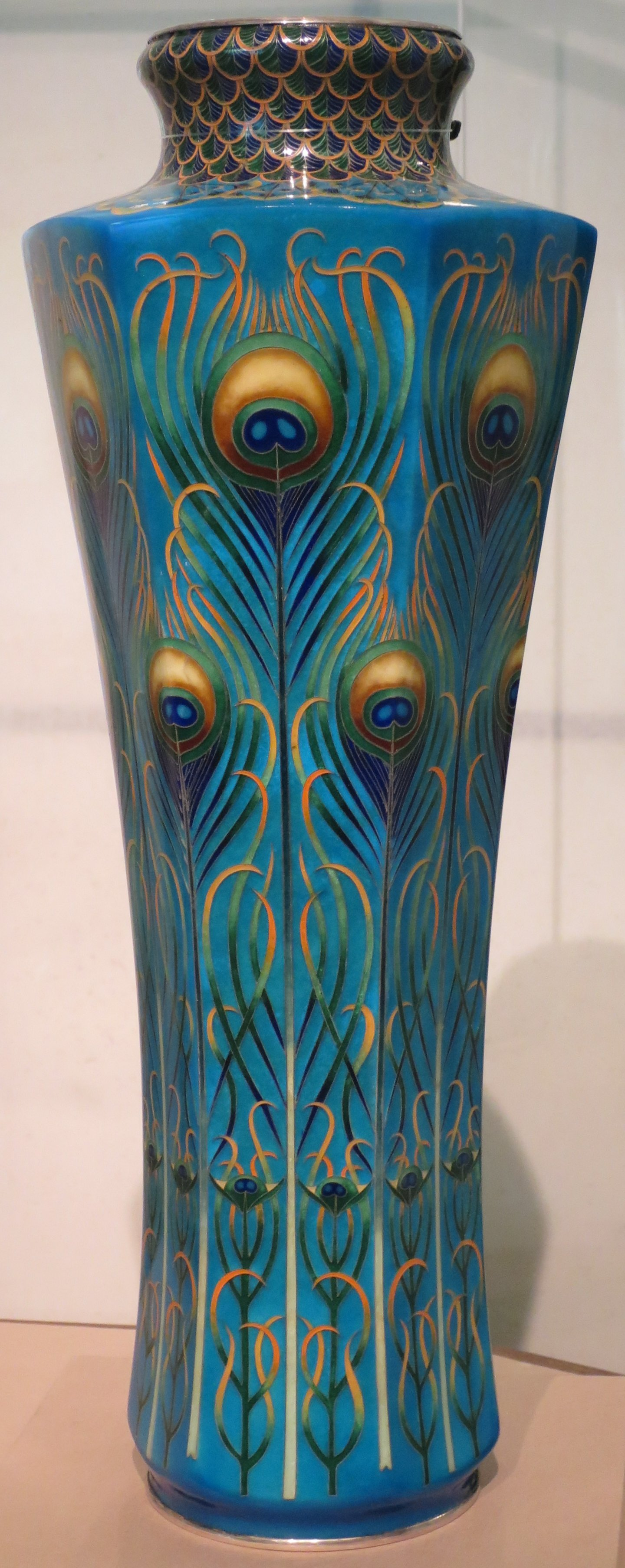
川出柴太郎（英語版）による銀胎七宝の花瓶
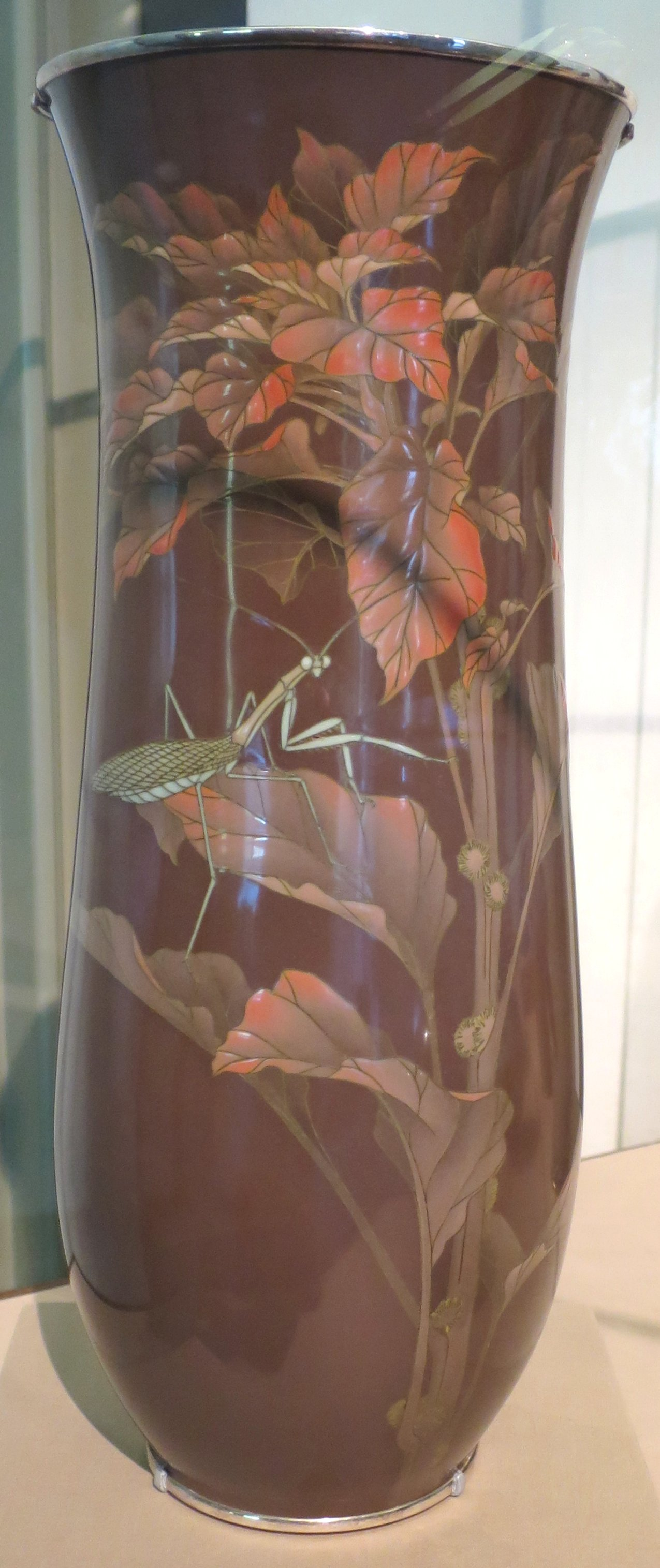
服部唯三郎による花瓶。20世紀初頭
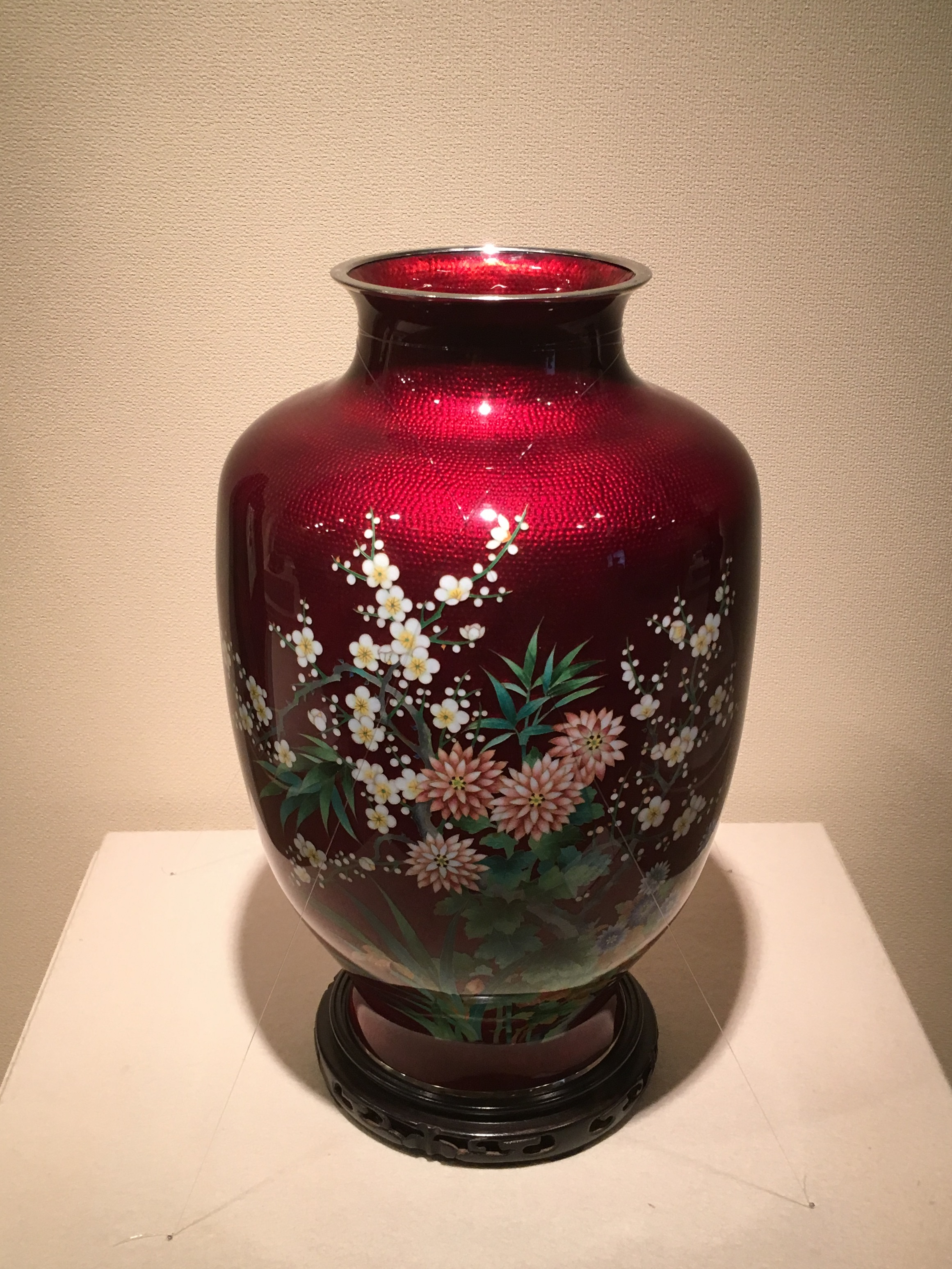
安藤七宝店による昭和時代の透明釉七宝の花瓶。尾張七宝の職人が明治時代に考案した「赤透（あかすけ）」と呼ばれる赤の釉薬は発色が極めて困難とされ、欧米では「ピジョン・ブラッド」と呼ばれ、最高級のルビーに匹敵するとして人気を集めた[5]。
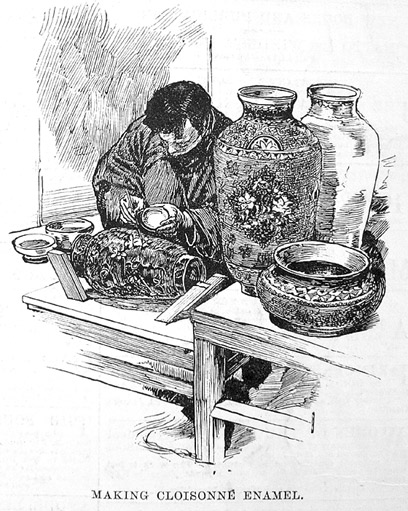
イギリスはロンドンのナイツブリッジ地区で1885年に行われたイベント「日本村」における日本人七宝師のエキシビションの様子を伝える素描／週刊新聞『イラストレイテド・ロンドン・ニュース』1885年2月21日号に掲載された記事の挿絵もしくは広告イラストレーションである。
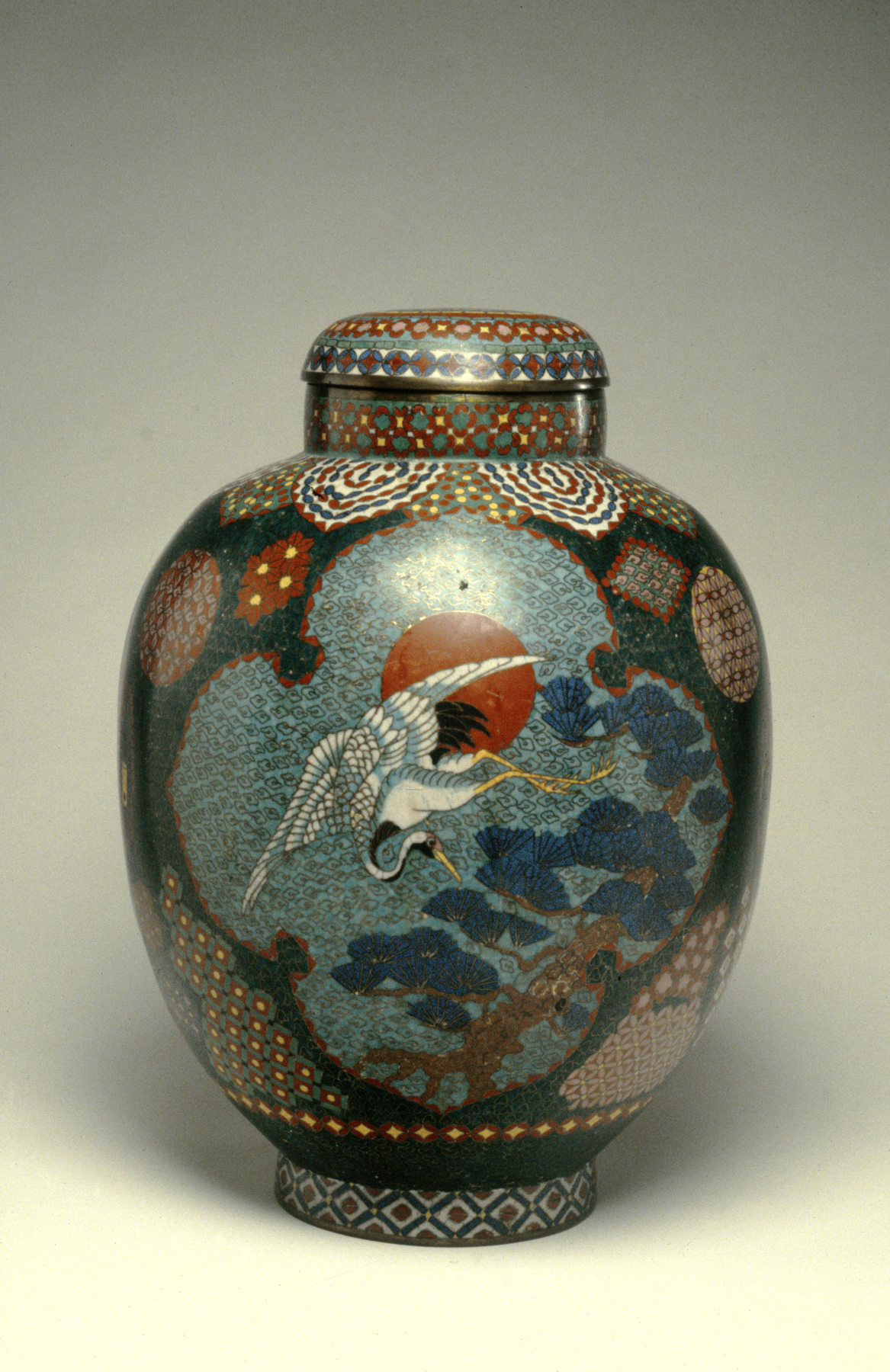
(1860-1869, ウォルターズ美術館)